# Stagonospora elegans
Stagonospora elegans är en svampart som först beskrevs av Miles Joseph Berkeley, och fick sitt nu gällande namn av Sacc. & Traverso 1911. Stagonospora elegans ingår i släktet Stagonospora och familjen Phaeosphaeriaceae.   Inga underarter finns listade i Catalogue of Life.